# Bannach
Bannach é um município brasileiro do estado do Pará, Região Norte do país. Fundado em 1997, pertence à mesorregião do Sudeste Paraense e microrregião de São Félix do Xingu. Localiza-se a uma latitude 07º20'53" sul e longitude 50º23'45" oeste. Possui uma população de 3 262 habitantes, conforme estimativas de 2020 do Instituto Brasileiro de Geografia e Estatística (IBGE).

## Geografia
Localizado a uma latitude 07º20'53" sul e longitude 50º23'45" oeste, estando a uma altitude de 444 metros acima do nível do mar, sendo este o município com maior altitude do estado. O município possui uma população estimada em 4 031 mil habitantes, conforme dados do Instituto Brasileiro de Geografia e Estatística (IBGE) em 2022, distribuídos em 2 956,649 km² de extensão territorial.

## Infraestrutura

### Transportes
Bannach é conectada ao restante do território nacional pela Vicinal PA Bannach (anteriormente Estrada do Creone), que a liga ao leste à BR-155, dando acesso às cidades de Rio Maria e Redenção e; ao norte ligando-a à cidade de Água Azul do Norte. A Vicinal PA Bannach, pelo plano multimodal federal de 2013, elaborado pelo Departamento Nacional de Infraestrutura de Transportes (DNIT), é na verdade uma extensão da rodovia federal BR-158.